# Eric Davis
Pour les articles homonymes, voir Davis.
Ne doit pas être confondu avec Erik Davis.
Eric Keith Davis (né le 29 mai 1962 à Los Angeles, Californie, États-Unis) est un ancien voltigeur au baseball. Il a joué dans les Ligues majeures de 1984 à 2001, notamment pour les Reds de Cincinnati.

## Carrière
Eric Davis passe les huit premières saisons de sa carrière avec les Reds de Cincinnati, l'équipe qui l'a sélectionné en 8e ronde en 1980.
En 1986, il vole 80 buts, devenant un des deux seuls joueurs de l'histoire à voler au moins 80 buts et frapper 25 circuits ou plus au cours de la même année (Rickey Henderson réussit l'exploit en 1986 également). Il connaît deux saisons de 100 points produits en 1987 et 1989 et participe au match des étoiles à chaque fois. Il fait aussi partie du club 30-30 en 1987 où il frappe 37 coups de circuits et totalise 50 buts volés.
Entre 1986 et 1990, il se classe dans le top 10 des meilleurs frappeurs de circuits de la Ligue nationale et reçoit toujours plusieurs votes dans le scrutin déterminant le joueur par excellence de la saison. Il remporte deux Bâtons d'argent (1987, 1989) et trois Gants dorés comme meilleur voltigeur de centre défensif (1987, 1988, 1989).
Le 2 juin 1989, il réussit un cycle (aussi appelé carrousel) dans un match à San Diego.
Davis fait partie de l'équipe des Reds, championne de la Série mondiale en 1990. Au cours de la série finale, il frappe un circuit sur le premier lancer du partant des A's d'Oakland, Dave Stewart, dans le match #1. Durant la série, il se blesse à un rein lors d'un jeu en défensive et devra être opéré. Durant la saison morte, il subit également une chirurgie pour soigner une blessure au genou subie plus tôt durant l'année.
Le 27 novembre 1991, Cincinnati l'échange à Los Angeles en compagnie de Kip Gross dans une transaction qui permet aux Reds d'acquérir le releveur étoile John Wetteland et le lanceur partant Tim Belcher.
Davis évolue chez les Dodgers de Los Angeles jusqu'en 1993 alors que l'équipe le refile aux Tigers de Detroit à la fin août. Il demeure chez les Tigers jusqu'en 1994.
Toujours sujet aux blessures, il prend une année sabbatique en 1995 et signe un contrat comme agent libre avec les Reds pour qui il alignera une autre saison en 1996.
Il se joint comme agent libre aux Orioles de Baltimore en 1997 mais, en mai, il apprend qu'il souffre du cancer du côlon. Il passe une grande partie de l'année à recevoir des traitements contre cette maladie qu'il vainc et revient au jeu en septembre. Au total, il n'aura pris part qu'à 42 matchs en 1997. Malgré les épreuves, il frappe un circuit pour donner la victoire aux Orioles dans le cinquième match de la Série de championnat de la Ligue américaine contre Cleveland.
On lui décerne à l'issue de la saison 1997 le Prix Roberto Clemente remis annuellement à un athlète qui sert d'exemple dans la communauté ainsi que le Prix Tony Conigliaro présenté au joueur ayant surmonté un obstacle important et ayant triomphé de l'adversité.
Davis effectue un retour remarqué en 1998 chez les Orioles. Il joue dans 131 parties en saison régulière et sa moyenne au bâton atteint ,327, un sommet en carrière, ce qui lui permet de se classer au 4e rang à ce chapitre dans la Ligue américaine cette saison-là.
Ses trois dernières saisons sont marquées par de nombreux séjours sur la liste des joueurs blessés. Il passe deux ans chez les Cards de Saint-Louis (1999-2000) et se retire en 2001 après une dernière campagne chez les Giants de San Francisco.
Dans son autobiographie Born to Play publiée en 1999, Davis exprime du ressentiment envers les Reds pour l'avoir laissé seul à l'hôpital à Oakland durant la Série mondiale 1990 et l'avoir contraint à rentrer à Cincinnati par ses propres moyens. Il n'épargne pas non plus son ancien manager Ray Knight qui l'a eu sous ses ordres en 1996. En revanche, il a de bons mots pour Pete Rose pour l'avoir pris sous son aile lors du début de sa carrière chez les Reds dans les années 1980.
Eric Davis a été intronisé au temple de la renommée des Reds de Cincinnati en 2005.